# U Scorpii
U Scorpii – nowa powrotna znajdująca się w gwiazdozbiorze Skorpiona. Kolejne wybuchy tej gwiazdy obserwowano w latach 1863, 1906, 1936, 1979, 1987, 1999 oraz 2010.